# 2004년 하계 올림픽 역도
제28회 하계 올림픽 역도 경기는 2004년 8월 14일부터 25일까지 그리스 아테네의 니카이아 올림픽 역도 경기장에서 열렸다. 남자에게는 여덟 종목이 있었고, 여자에게는 일곱 종목이 있었다. 이 대회에서는 무려 12명의 선수들이 도핑으로 적발되었다. 그중에는 1996년 하계 올림픽과 2000년 하계 올림픽에서 각각 은메달을 딴 레오니다스 사바니스가 62kg급에서 동메달을 땄지만, 실격되었다.

## 메달 집계
| 순위 | 국가                   | 금메달 | 은메달 | 동메달 | 합계 |
| ---- | ---------------------- | ------ | ------ | ------ | ---- |
| 1    | 중국                   | 5      | 3      | 0      | 8    |
| 2    | 터키                   | 3      | 0      | 1      | 4    |
| 3    | 태국                   | 2      | 0      | 2      | 4    |
| 4    | 러시아                 | 1      | 2      | 5      | 8    |
| 5    | 우크라이나             | 1      | 1      | 0      | 2    |
| 6    | 불가리아               | 1      | 0      | 1      | 2    |
| 7    | 조지아                 | 1      | 0      | 0      | 1    |
| 7    | 이란                   | 1      | 0      | 0      | 1    |
| 9    | 벨라루스               | 0      | 2      | 1      | 3    |
| 10   | 대한민국               | 0      | 2      | 0      | 2    |
| 11   | 헝가리                 | 0      | 1      | 0      | 1    |
| 11   | 인도네시아             | 0      | 1      | 0      | 1    |
| 11   | 카자흐스탄             | 0      | 1      | 0      | 1    |
| 11   | 조선민주주의인민공화국 | 0      | 1      | 0      | 1    |
| 11   | 라트비아               | 0      | 1      | 0      | 1    |
| 16   | 콜롬비아               | 0      | 0      | 1      | 1    |
| 16   | 크로아티아             | 0      | 0      | 1      | 1    |
| 16   | 그리스                 | 0      | 0      | 1      | 1    |
| 16   | 폴란드                 | 0      | 0      | 1      | 1    |
| 16   | 베네수엘라             | 0      | 0      | 1      | 1    |

### 남자
| 종목           | 금                               | 은                                     | 동                                    |
| -------------- | -------------------------------- | -------------------------------------- | ------------------------------------- |
| 56 kg 자세히   | 할릴 무틀루 터키 (TUR)           | 우메이진 중국 (CHN)                    | 세다트 아르툭 터키 (TUR)              |
| 62 kg 자세히   | 시지융 중국 (CHN)                | 러마오성 중국 (CHN)                    | 이스라엘 호세 루비오 베네수엘라 (VEN) |
| 69 kg 자세히   | 장궈정 중국 (CHN)                | 이배영 대한민국 (KOR)                  | 니콜라이 페샬로프 크로아티아 (CRO)    |
| 77 kg 자세히   | 타너 사기르 터키 (TUR)           | 세르게이 필리모노프 카자흐스탄 (KAZ)   | 올레그 페레페체노프 러시아 (RUS)      |
| 85 kg 자세히   | 게오르그 아사니제 조지아 (GEO)   | 안드레이 리바쿠 벨라루스 (BLR)         | 피로스 디마스 그리스 (GRE)            |
| 94 kg 자세히   | 밀렌 도브레프 불가리아 (BUL)     | 카지무라 아카에프 러시아 (RUS)         | 에두아르드 튜킨 러시아 (RUS)          |
| 105 kg 자세히  | 드미트리 베레스토프 러시아 (RUS) | 이고르 라조로노프 우크라이나 (UKR)     | 글레브 피사레브스키 러시아 (RUS)      |
| +105 kg 자세히 | 호세인 레자자데 이란 (IRI)       | 빅토르스 슈체르바티흐스 라트비아 (LAT) | 벨리첸코 촐라코프 불가리아 (BUL)      |

### 여자
| 종목          | 금                               | 은                                    | 동                                 |
| ------------- | -------------------------------- | ------------------------------------- | ---------------------------------- |
| 48 kg 자세히  | 누르칸 탈란 터키 (TUR)           | 리줘 중국 (CHN)                       | 아레 위라타워른 태국 (THA)         |
| 53 kg 자세히  | 우돔포른 폴삭 태국 (THA)         | 라에마 리사 룸베와스 인도네시아 (INA) | 마벨 모스케라 콜롬비아 (COL)       |
| 58 kg 자세히  | 천옌칭 중국 (CHN)                | 리성희 조선민주주의인민공화국 (PRK)   | 완데 카메아임 태국 (THA)           |
| 63 kg 자세히  | 나탈리아 스칼쿤 우크라이나 (UKR) | 한나 바치우슈카 벨라루스 (BRL)        | 타치아나 스투칼라바 벨라루스 (BRL) |
| 69 kg 자세히  | 류춘훙 중국 (CHN)                | 에스테르 쿠르츨레르 헝가리 (HUN)      | 자레마 카사에바 러시아 (RUS)       |
| 75 kg 자세히  | 파위나 통수크 태국 (THA)         | 나탈리아 자볼로트나이아 러시아 (RUS)  | 발렌티나 포포바 러시아 (RUS)       |
| +75 kg 자세히 | 탕궁홍 중국 (CHN)                | 장미란 대한민국 (KOR)                 | 아가타 브루벨 폴란드 (POL)         |